# Jillian Banfield
Jillian Fiona Banfield (Armidale, 1959) es una científica australiana, profesora en la Universidad de California, Berkeley, en los departamentos de Ciencias de la Tierra, Ciencias de los Ecosistemas y Ciencia e Ingeniería de Materiales. Es directora de microbiología del Innovative Genomics Institute, está afiliada al Laboratorio Nacional Lawrence Berkeley y ocupa un puesto en la Universidad de Melbourne, Australia. Entre sus trabajos más destacados cabe mencionar publicaciones sobre la estructura y funcionamiento de comunidades microbianas y la naturaleza, propiedades y reactividad (especialmente crecimiento de cristales) de nanomateriales.

## Trayectoria

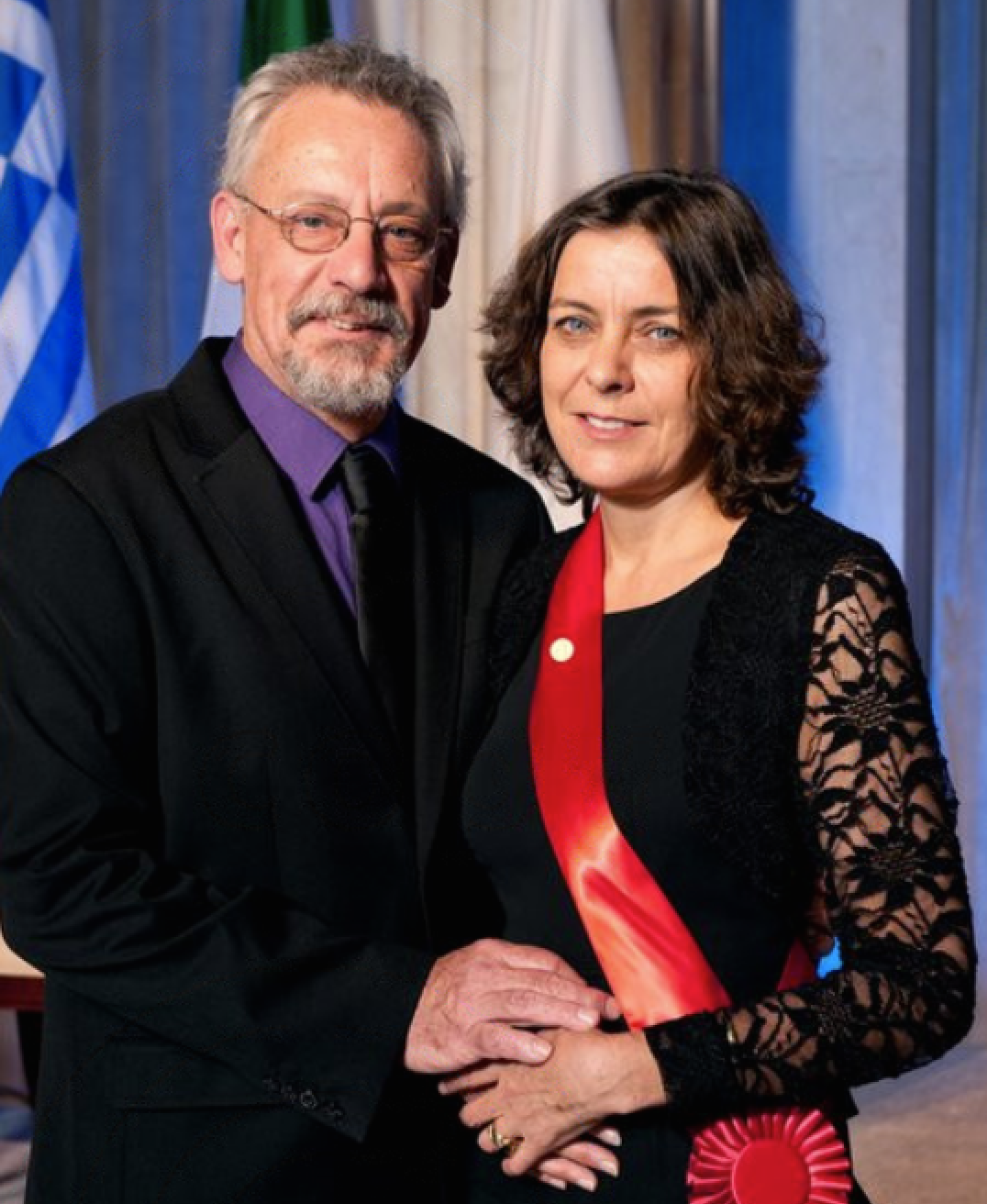
Banfield en la ceremonia del premio Franklin con su esposo Peregrine (Perry) Smith en abril de 2011

Banfield se educó en la Universidad Nacional de Australia, donde se licenció, e hizo su maestría (1978-1985), ambas examinando la meteorización del granito. Ella atribuye su interés inicial en la geomicrobiología al Dr. Tony Eggleton, quien le llamó la atención sobre los procesos en la superficie terrestre, la erosión mineral y el regolito.
Banfield se graduó con un doctorado en Ciencias Planetarias y de la Tierra de la Universidad Johns Hopkins para estudios de microscopía electrónica de transmisión de alta resolución (HRTEM) de reacciones metamórficas supervisados por David R. Veblen.

## Carrera e investigación
Banfield es una científica terrestre que estudia la estructura, el funcionamiento y la diversidad de las comunidades microbianas en entornos naturales y el microbioma humano. Banfield formó parte de un grupo que descubrió un proceso llamado secuenciación de transformación ambiental, que es una forma de manipular e identificar los microbios cambiantes en una comunidad. Utilizando la secuenciación de transformación ambiental, el grupo pudo comprender lo fácil que es modificar genéticamente diferentes especies de bacterias, utilizando un método numérico. Su laboratorio y sus colaboradores fueron pioneros en la reconstrucción de genomas a partir de ecosistemas naturales y de análisis metaproteómicos comunitarios. A través de la genómica, su grupo ha proporcionado información sobre linajes de bacterias y arqueas previamente desconocidos o poco conocidos, lo que ha llevado a una nueva interpretación del Árbol de la vida. Ha realizado una extensa investigación sobre nanomateriales naturales y sintéticos, explorando el impacto del tamaño de las partículas en su estructura, propiedades y reactividad. Su laboratorio describió el mecanismo basado en la unión orientada para el crecimiento de nanopartículas y sus implicaciones para el desarrollo de microestructuras defectuosas. También ha estudiado las interacciones entre microorganismos y minerales, incluidas aquellas que conducen a la producción de nanomateriales.
Banfield fue estudiante Fulbright en Medicina de la Universidad Nacional Australiana a la Universidad Johns Hopkins en 1988, y becaria del Programa Mac Arthur en 1999. Ha sido profesora en la Universidad de Wisconsin-Madison de 1990 a 2001 y en la Universidad de Tokio desde 1996 a 1998. Desde 2001 es investigadora y profesora en la Universidad de California Berkeley, donde dirige el programa de geomicrobiología y trabaja como investigadora en el Laboratorio Nacional Lawrence Berkeley. Su investigación a partir de 2021 abarca investigaciones de campo desde el norte de California hasta Australia y cubre temas en la intersección entre la microbiología y las geociencias, incluida la metagenómica resuelta del genoma, el desarrollo de herramientas de edición del genoma, la astrobiología y la captura de carbono microbiano. En 2023, Banfield se convirtió en la primera mujer en ganar la Medalla Leeuwenhoek de la Real Sociedad Holandesa de Microbiología, un premio que se otorga aproximadamente cada 10 años desde 1875 para reconocer a los científicos que han realizado contribuciones destacadas a la ciencia, la sociedad y la divulgación en el campo de la microbiología.

## Reconocimientos
En 1997 recibió el Premio de la Sociedad Mineralógica de América. En 1988 fue becaria Fulbright en Medicina en la Universidad Johns Hopkins. Ese mismo año le otorgaron una beca de la facultad HI Romnes de la Universidad de Winsconsin-Madison.
En 1999 le otorgaron el Premio al Logro Docente por la Universidad de Wisconsin-Madison, recibió la Medalla DA Brown de la Universidad Nacional de Australia. Fue becaria de la Fundación MacArthur desde 1999 hasta 2004.
En 2000 fue la conferenciante inaugural de la Semana de Ciencias de la Tierra de la NSF. Ese mismo año fue considerada Profesora Gast por la Sociedad Geoquímica, recibió la beca de la Fundación John Simon Guggenheim, y le fue otorgado el Premio Marion L. y Christie M. Jackson de la Clay Minerals Society.
En junio de 2005 fue nombrada Conferenciante pionera por la Clay Minerals Society. En mayo de ese mismo año había sido también nombrada Profesora Rosenqvist, en Noruega. Al año siguiente, fue elegida miembro de la Academia Estadounidense de Microbiología, y de la Academia Nacional de Ciencias.
En 2007 fue elegida miembro de la Sociedad Geoquímica, y nombrada Profesora de la División Q de ASM (Microbiología ambiental y aplicada general). En 2010 la Sociedad Mineralógica de América le concedió la Medalla Dana.
En 2011 fue una de las laureadas con el Premio L'Oréal-UNESCO para la Mujer en la Ciencia, como laureada norteamericana.  También le fue otorgada la Medalla Benjamin Franklin en Ciencias de la Tierra y el Medio Ambiente del Instituto Franklin.
En 2013 recibió el premio suizo del Dr. sch. hc ETH Zúrich. En 2015 fue nombrada miembro internacional de la Academia Australiana de Ciencias, así como doctora Honoris Causa de la Universidad Ben Gurion de Israel.
En 2017 recibió el Premio VM Goldschmidt, de la Sociedad Geoquímica. En 2018 fue nombrada miembro de la Royal Society (FRS). En 2023, recibió la Medalla Leeuwenhoek en 2023.